# ميثاق العمل الوطني البحريني
ميثاق العمل الوطني في البحرين يعتبر وثيقة احتوت على مبادئ عامة وأفكار رئيسية، الهدف منها إحداث تغيرات جذرية في منهج العمل والأداء، وتحديث سلطات الدولة ومؤسساتها، تنفيذاً لرغبة الملك حمد بن عيسى آل خليفة، وتطلعات شعب البحرين.

## خطوات إصدار ميثاق العمل الوطني
1 - في 22 نوفمبر من عام 2000، أصدر سمو الشيخ حمد بن عيسى آل خليفة، أمرًا أميريًا رقم 36 لسنة 2000، بتشكيل لجنة وطنية عليا، لإعداد مشروع ميثاق العمل الوطني.
2 - تشكلت اللجنة من 44 عضواً، برئاسة وزير العدل والشئون الإسلامية، الشيخ عبد الله بن خالد آل خليفة.
3 - شملت اللجنة على وزراء، وكبار الموظفين، وأعضاء مجلس الشورى، وبعض أساتذة الجامعات، وبعض من أعضاء الجمعيات المهنية والأهلية.
4 - عقدت اللجنة سلسلة من الاجتماعات، حفلت بالمناقشات والمداولات، أثمرت بالكثير من الأفكار والملاحظات والمقترحات الإيجابية.
5 - في 23 يناير من عام 2001، صدر أمر أميري رقم 8 لسنة 2001، بدعوة المواطنين للإستفتاء على مشروع ميثاق العمل الوطني.

## التصويت على ميثاق العمل الوطني
في يومي الأربعاء 14 فبراير والخميس 15 فبراير من عام 2001، أقبل المواطنون ممن بلغ 21 سنة من عمره، إقبالًا شديدًا على مراكز التصويت، وكأن ذلك اليوم احتفالًا قوميًا تشهده البلاد. وبدأ الشعب تجاوبًا تامًا مع رغبة الملك، في تطوير النظام السياسي للبحرين في استفتاء عام، سادته النزاهة وحسن التنظيم، وأشادت به كافة طوائف الشعب، وجميع دول العالم. ووافق الشعب البحريني على ميثاق العمل الوطني بنسبة 98.4%، وكانت المشاركة الشعبية عالية إذ بلغت 90.3% من المؤهلين للتصويت.